# 한국수달보호협회
사단법인 한국수달보호협회는 천연기념물 수달의 전문적 연구, 구조 및 치료 등 보호활동을 목적으로 2005년 3월 3일 설립허가된 대한민국 문화체육관광부 문화재청 소관의 사단법인이다.
문화재청이 지정한 국가지정문화재관리단체이며, 주요 업무는 수달의 구조 및 관리 등이다.

## 주요 사업
- 수달 보호에 관련된 사업
- 천연기념물 수달 표본 및 사체 등의 보관업무
- 천연기념물 수달의 구조, 치료소, 사육장 설치 운영 사업
- 각종 학술연구 사업 등